# Phlebopus xanthopus
Phlebopus xanthopus är en svampart som beskrevs av T.H. Li & Watling 1999. Phlebopus xanthopus ingår i släktet Phlebopus och familjen Boletinellaceae.   Inga underarter finns listade i Catalogue of Life.